# Gentium
Gentium est une police de caractères humane créée par Victor Gaultney en 2001-2002 à l’université de Reading et distribuée par SIL International. Une variante Gentium Plus avec les mêmes fonctionnalités et caractères que Charis SIL et Doulos SIL est ajoutée en 2010.